# 인송중학교
인송중학교(仁松中學校)는 대한민국 인천광역시 연수구 옥련동에 있는 공립 중학교이다.

## 학교 연혁
- 1981년 1월 27일 : 인송중학교 설립인가 (18학급)
- 1981년 3월 1일 : 초대 박수남 교장 취임
- 1981년 3월 5일 : 개교(6학급 입학)
- 1984년 2월 14일 : 제1회 졸업(316명)
- 2023년 9월 1일 : 이종열 교장 취임
- 2023년 12월 29일 : 제41회 졸업(192명) 연인원 14,648명
- 2024년 3월 4일 : 신입생 200명 입학(남 85명, 여 115명)

## 참고 자료
- 인송중학교 - 한국교육학술정보원 학교알리미